# Pesadilla siniestra
Pesadilla siniestra (en inglés Slumber) es una película perteneciente al género de suspenso y terror sobrenatural americano-británica, del año 2017, dirigida por Jonathan Hopkins y coescrita por Richard Hobley y Hopkins. Está protagonizada por Maggie Q, Kristen Bush, Sam Troughton, Will Kemp, William Hope y Sylvester McCoy.
Fue lanzada el 1 de diciembre de 2017 por Vertical Entertainment.

## Argumento
Alice (Maggie Q) es una doctora del sueño, una mujer de mente racional, que se ve obligada a abandonar la razón científica cuando se encuentra con una familia que está siendo aterrorizada por un demonio parásito conocido como la nocnitsa, el cual paraliza a las víctimas mientras duermen.

## Elenco
- Maggie Q como Alice Arnolds.
- Kristen Bush como Sarah Morgan.
- Sam Troughton como Charlie Morgan.
- Lucas Bond como Daniel Morgan.
- Honor Kneafsey como Emily Morgan.
- Will Kemp como Tom Arnolds.
- William Hope como Malcom.
- Sylvester McCoy como Amado.
- Sophia Wiseman como Niamh (hija de Alice).
- Neil Linpow como Dave Marklund.
- William Rhead como Liam.

## Lanzamiento
En mayo de 2017, Vertical Entertainment adquirió los derechos de distribución de la película.